# Без языка
«Без языка» — рассказ Владимира Короленко о жизни эмигрантов в Америке, написанный им после поездки в эту страну в 1893 году. Впервые был опубликован в журнале «Русское богатство», № 1, 2, 3, 4 за 1895 год с подзаголовком «Рассказ из заграничных очерков», а в 1902 году — первым отдельным изданием.

## История создания
В 1893 году Владимир Короленко в качестве корреспондента журнала «Русское богатство» был направлен на Всемирную выставку в Чикаго. Ещё до поездки у него возник художественный замысел — изобразить судьбы русских людей, искавших счастья на чужбине. 16 июня 1893 года писал свояченице Прасковье Ивановской:
Еду я в Америку более с беллетристическими, чем с корреспондентскими целями, хотя дал уже обещание написать в «Русское богатство» о Чикаго и о выставке. Это, конечно, будет «общий взгляд». В Чикаго я буду недолго, — мне очень хочется посетить русские колонии в Америке.
Рассказ был начат 9 августа 1893 года в Чикаго. Под этой датой в дневнике писателя значится запись:
…начал рассказ о латыше в Америке.
Судя по всему, поначалу работа шла довольно быстро, о чём Короленко писал жене. Но по мере того как замысел произведения усложнялся, работа над ним замедлилась, несколько раз прерывалась и была завершена лишь в начале 1895 года. Рассказ был опубликован в первых четырёх номерах «Русского богатства» за 1895 год.
Для первого отдельного издания, вышедшего в 1902 году, Короленко подверг рассказ значительной переработке, учитывая различные критические замечания, высказанные на его журнальную публикацию. В результате объём произведения увеличился почти вдвое, были введены новые персонажи и эпизоды.

## Сюжет
Рассказ «Без языка» знакомит читателя с эмигрантами, уехавшими из своего родного села Лозищи Волынской губернии в Америку. Крестьянин Осип Лозинский переезжает в чужую страну, где работает на ферме. Встав там на ноги, отправляет супруге Катерине билет на поезд и пароход, а также письмо, в котором сообщает, что живёт хорошо, и зовёт её к себе. Вместе с Катериной в поездку отправляются её родной брат Матвей Лозинский по прозвищу Дышло и его друг Иван Лозинский по прозвищу Дыма. (Вся деревня носит одну фамилию). Доехав до Гамбурга, Катерина отправляется к мужу через океан. Не попавшие на пароход мужчины сталкиваются с языковой проблемой, что сразу же осознаёт Матвей: «Без языка человек как слепой или малый ребёнок». Найденный друзьями в кабаке соотечественник объяснил, что им всего лишь нужно было купить билет, а не совать деньги при посадке.
Купив билет, Иван и Матвей садятся на следующий пароход в Америку. В дороге они знакомятся с Анной, такой же бедной эмигранткой. Прибыв в Нью-Йорк и не зная языка и обычаев, герои попадают в ряд трагикомических ситуаций. Мистер Борк, еврей из России, поселяет их в своём пансионе. Иван знакомится с другими постояльцами, изучает английский язык, переодевается по местной моде, и даже продаёт свой голос в Таммани-Холле. Матвей ничего этого не делает. Чужая жизнь непонятна и неприятна ему, и он жалеет, что приехал.
Провожая Анну к её новому месту работы (она устроилась служанкой у русской барыни-эмигрантки), Матвей отстаёт от провожающих и теряется в Нью-Йорке. Долгое время он бесцельно бродит по городу, случайно принимает участие в митинге рабочих и драке с полицией. Впечатлённые его силой, рабочие-итальянцы помогают ему скрыться от полиции и сажают на поезд в Миннесоту.
В конце пути, в городке Дэбльтоун, Матвея узнаёт и принимает к себе соотечественник, Евгений Нилов, работающий на лесопилке.
Через два года, обжившись и выучив язык, Матвей возвращается в Нью-Йорк, чтобы забрать Анну с работы служанкой и жениться на ней.
В качестве прототипов некоторых персонажей рассказа выступили бывшие русские эмигранты в Америку и участники народнического движения Я.О. Девятников (рабочий, прототип Матвея) и И.Л. Линёв (прототип Евгения Нилова), с которыми Короленко познакомился в годы своей ссылки. Прототипом Чарльза Гомперса, знаменитого оратора рабочего союза, стал один из лидеров рабочего движения США Сэмюэл Гомперс.
Основной темой рассказа является «переделка» эмигрантов, представителей традиционного общества, происходящая в США, обществе «модерна».
Именно об этом говорит в конце рассказа некий учёный:

— Человек изобретает нужную ему машину… Это мы все отлично знаем. А думали ли вы когда-нибудь о том, что и машина в свою очередь изобретает… вернее сказать, вырабатывает нужного ей человека… Вы удивлены?.. А между тем, это можно доказать с математической точностью. Стоит усвоить эту великую истину, и все решено: вся задача сводится к тому, чтобы изобрести такую универсальную машину, которой нужен только свободный человек, понимаете? Тогда и только тогда разрешатся все эти мучительные вопросы… В этом будущем строе не будет уже ни господ, ни прислуги, ни рабовладельцев с их смешными притязаниями, ни рабов с их завистью и враждой…

## Отзывы
В критическом очерке «Бесполезные заметки» (журнал «Русская мысль», № 1, 1909 г.) Корней Чуковский с иронией замечал, что с Короленко «жестокую шутку сыграл кто-то»: «Его уверили, будто те фантастические слова, которые встречаются в повести „Без языка“, — английские», «good by» (так в тексте) означает «здравствуйте», а фраза «возьми у барышни багаж» на английском звучит как «Таке ту бэгэдж оф мисс». Впрочем, Чуковский в этом очерке иронизировал не столько над Короленко, сколько над тогдашней литературной критикой, которая «ищет уже не идей, а грамматических ошибок».